# Dendrobium dearei
Dendrobium dearei är en orkidéart som beskrevs av Heinrich Gustav Reichenbach. Dendrobium dearei ingår i släktet Dendrobium, och familjen orkidéer.
Artens utbredningsområde är Filippinerna. Inga underarter finns listade i Catalogue of Life.

## Bildgalleri

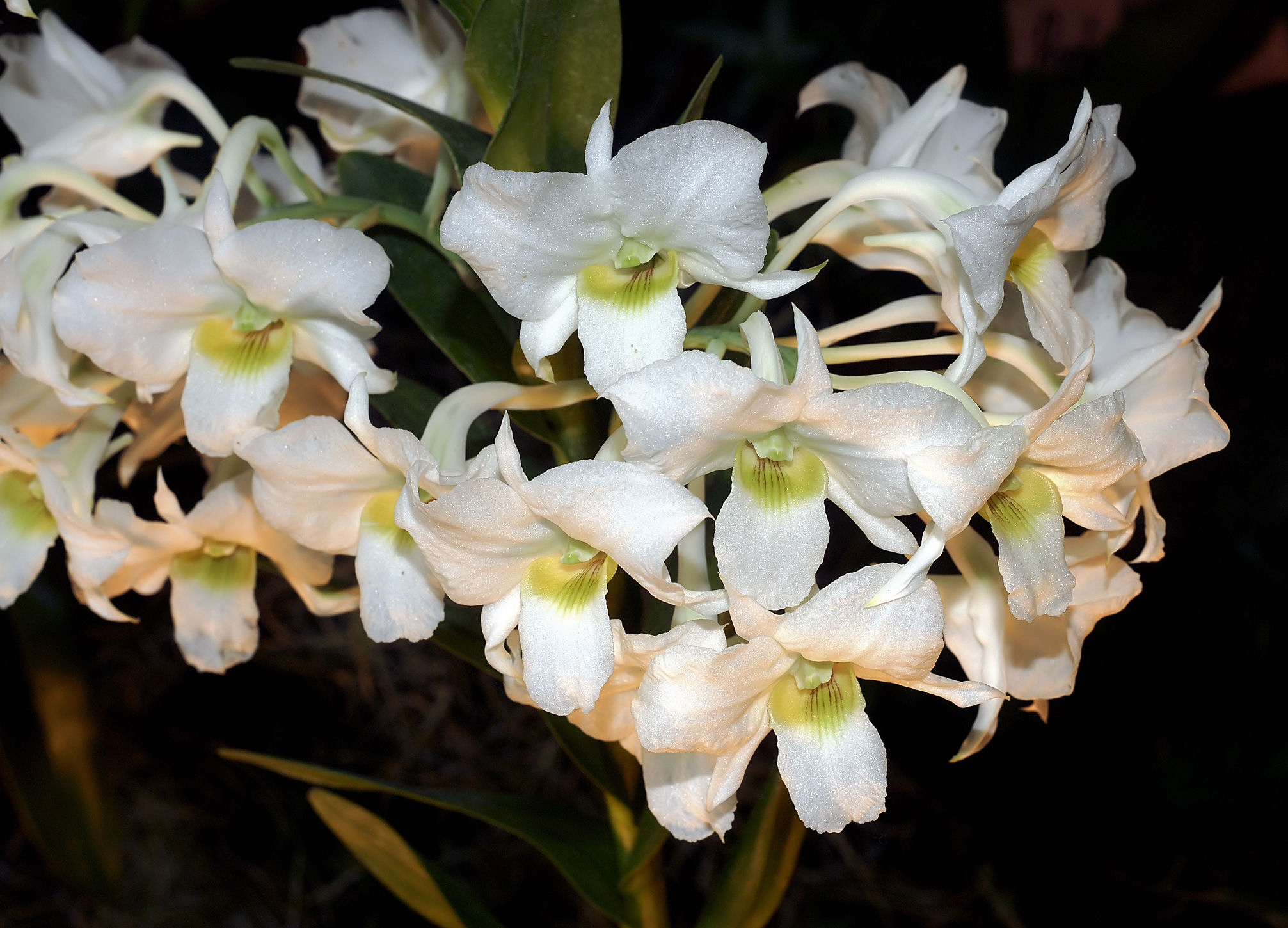
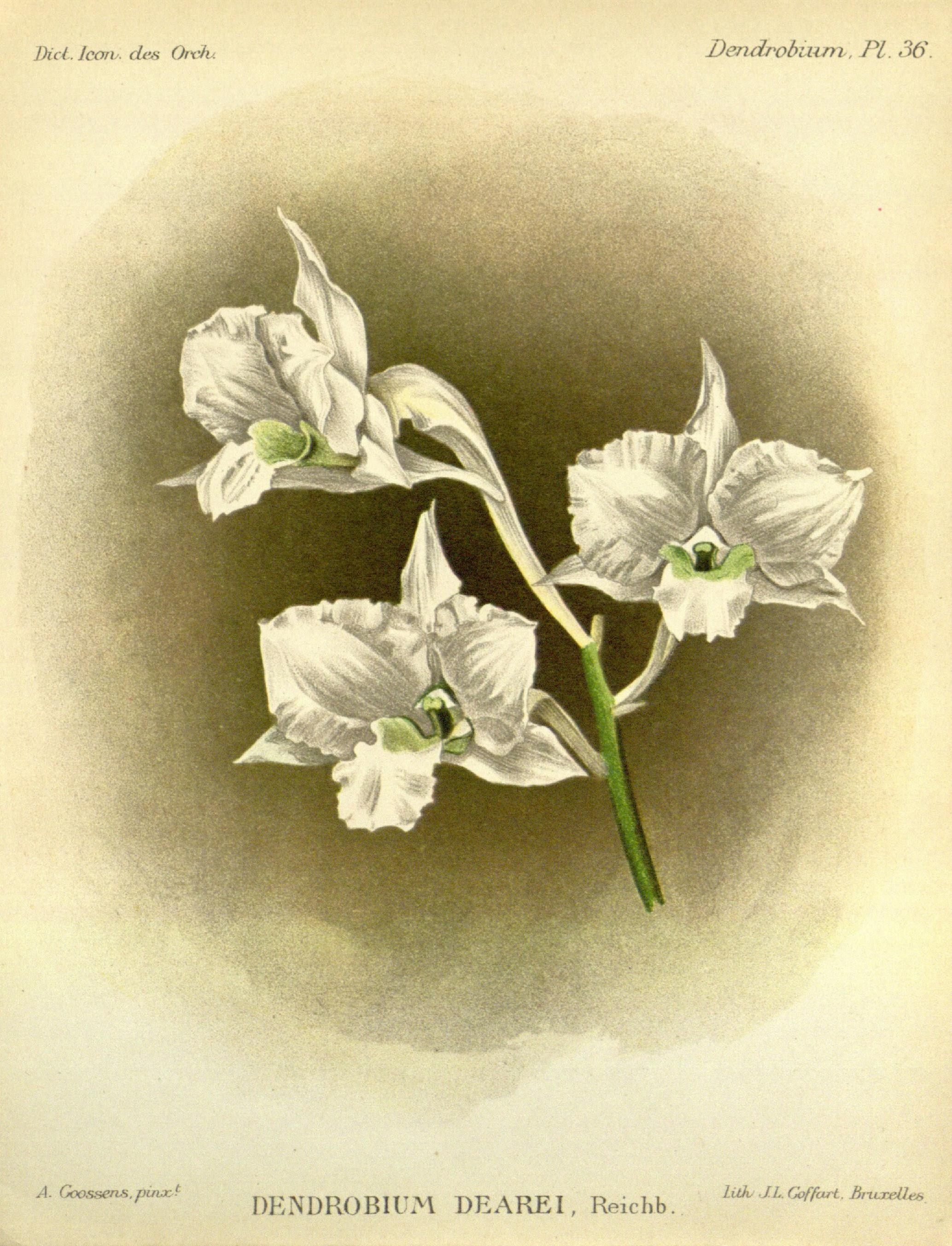